# Clube Desportivo da Estância de Baixo
O Desportivo Estância de Baixo (crioulo cabo-verdiano, ALUPEC: Disportivu Estânsia Baixu, Crioulo de São Vicente: Desportivo (ou D'sportiv') Estância Baixo), é um clube multidesportivo da ilha de Boa Vista, em Cabo Verde. O clube inclui departamentos de futebol e atletismo. Foi fundado em 19 de janeiro de 1984.
Na temporada de 2014-15, o Estância de Baixo ficou na última posição, sem vitórias e somando quatros derrotas. Um ano mais tarde, o clube terminou na 7.ª posição com uma vitória e cinco derrotas e o total de oito pontos. Na temporada de 2016 a 2017, o clube ficou na última posição, sem vitórias e somando três derrotas.

## Logo
O logotipo consiste numa estrela num fundo azul marinho, uma bola de futebol e uma tartaruga em um fundo listrado azul e branco.

## Estádio

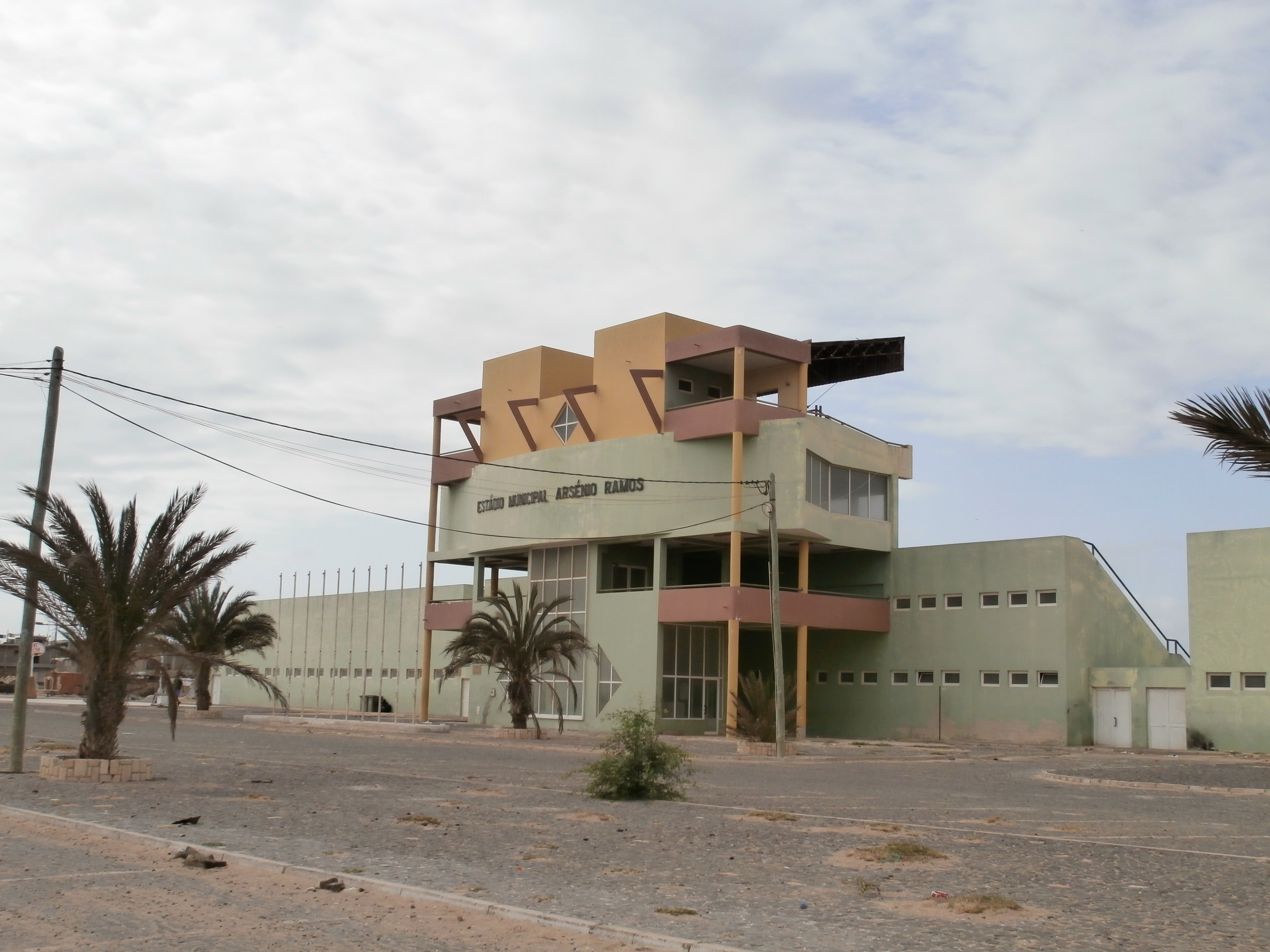
Estádio Arsénio Ramos, a segunda casa de Estância de Baixo

Os jogos no Estádio Arsénio Ramos foram abertos a 9 de fevereiro de 2008. Todos os clubes de Associação Regional de Futebol de São Vicente (ARFBV) jogaram no estádio.

## Futebol

### Palmarés
| Escalão | Nº Presenças | Títulos | Melhor Classificação |
| I       | 1            | 0       | 5a (Grupo B)         |
| II      | 15-20        | 0       | 1a                   |

### Classificações

#### Nacionais
| Temporada | Div | Pos | Pts   | J | V | E | D | G.M. | G.S. | Diff. |
| 2005      | 1B  | 5   | 3 pts | 5 | 1 | 0 | 4 | 7    | 26   | -19   |

#### Regionais
| Temporada | Div | Pos | Pts   | J  | V | E | D  | G.M. | G.S. | Diff. |
| 2004-05   | 2   | 2   | -     | -  | - | - | -  | -    | -    | -     |
| 2007-08   | 2   | 6   | -     | -  | - | - | -  | -    | -    | -     |
| 2013-14   | 2   | 8   | 9 pts | 14 | 2 | 3 | 9  | 11   | 29   | -18   |
| 2014-15   | 2   | 8   | 4 pts | 14 | 0 | 4 | 10 | 10   | 52   | -42   |
| 2015-16   | 2   | 7   | 8 pts | 14 | 1 | 5 | 8  | 11   | 24   | -13   |
| 2016-17   | 2   | 8   | 3 pts | 14 | 0 | 3 | 11 | 8    | 39   | -31   |

## Estatísticas
- Melhor posição: 5.ª  - Grupo B (nacional)
- Pontos totais: 3 (nacional)
- Gols totais: 7 (nacional)